# 다비드 살다제
다비드 텐히조비치 살다제(우크라이나어: Дави́д Тенгі́зович Салда́дзе, 우즈베크어: David Tengizovich Saldadze 다비트 텐기조비치 살다제, 1978년 2월 15일~)는 우크라이나와 우즈베키스탄의 레슬링 선수이다. 우크라이나와 우즈베키스탄 국가대표로 활동했으며 2000년 하계 올림픽에서 그레코로만형 헤비급 은메달을 획득했다. 또한 세계 선수권 대회에서 동메달 1개를 획득했으며 유럽 선수권 대회에서 동메달 2개, 아시안 게임 동메달 1개, 아시아 선수권 대회 동메달 1개를 획득했다.

## 개인사
형인 헤오르히 살다제 또한 레슬링 선수로 활동했다.